# 151. strelska divizija (ZSSR)
151. strelska divizija (izvirno rusko 151. стрелковая дивизия; kratica 151. SD) je bila strelska divizija Rdeče armade v času druge svetovne vojne.

## Zgodovina
Divizija je bila ustanovljena leta 1941 in bila uničena septembra 1941 v Kijevu. Ponovno je bila ustanovljena oktobra istega leta.